# 2016 FC60
2016 FC60, também escrito como 2016 FC60, é um objeto transnetuniano que está localizado no cinturão de Kuiper, uma região do Sistema Solar. Ele possui uma magnitude absoluta de 7,4 e tem um diâmetro estimado de 146 km.

## Descoberta
2016 FC60 foi descoberto no dia 30 de março de 2016 pelo DECam.

## Órbita
A órbita de 2016 FC60 tem uma excentricidade de 0,080 e possui um semieixo maior de 44,601 UA. O seu periélio leva o mesmo a uma distância de 41,026 UA em relação ao Sol e seu afélio a 48,175 UA.